# Teistisk satanisme
Teistiske satanisme (traditionel satanisme eller åndelig satanisme) er troen på, at Satan er et overnaturligt væsen eller magt, som tilhængerne kan kontakte og tilbede, og repræsenterer løst tilknyttede eller uafhængige grupper og klike der besidder en sådan tro. Et andet kendetegn på teistisk satanisme er anvendelse af ceremoniel magi. 
I modsætning til LaVey Satanisme, som blev grundlagt af Anton LaVey i 1960'erne, er teistisk satanisme; teistisk og derved modsætningen til ateistisk; teistisk satanisme mener, at Satan (hebraisk שָּׂטָן satan betyder "modstander") er et virkeligt væsen snarere end en arketype.

## Mulig historie
Tilbedelse af Satan var en hyppig sigtelse mod dem, der blev anklaget i hekseprocesserne i det tidlige moderne Europa og andre heksejagte som Hekseprocesserne i Salem. Tilbedelsen af Satan hævdedes at finde sted på heksesabbat. Satantilbedelse  betragtes med mistro: Tempelridderne eller mindretalsreligioner. 
Det vides ikke, i hvilket omfang beskyldningerne om tilbedelse af Satan i tiden af hekseprocesserne angår dem, som anså sig selv for satanister, snarere end at være et resultat af religiøs overtro, massehysteri eller anklagerne mod psykisk syge.   Tilståelserne er upålidelige, især da de normalt blev opnået under tortur. Jeffrey Burton Russell, professor emeritus ved University of California i Santa Barbara, har argumenteret i sin bog Witchcraft in the Middle Ages (hekseri i middelalderen) at ikke alle hekseretssagoptegnelser kan forkastes, og at der faktisk er beviser, der forbinder hekseri til gnostisk kætterier. Russell kommer til denne konklusion efter at have studeret kilderne. Involverede i giftmordaffæren blev beskyldt for satanisme og trolddom.
Historisk var satanister en nedsættende betegnelse for dem med meninger og holdninger, der afveg fra fremherskende religiøse eller moralske overbevisning. Paul Tuitean mener ideen om handlinger af "omvendt kristendom" er skabt af Inkvisitionen,, men George Battaille mener, at versioner af kristne ritualer som messer kan have eksisteret før beskrivelserne af dem, som blev opnået gennem heksejagtretssagerne.